# Christer Posse (1776–1836)
Christer Posse, född 19 december 1776 på Borrud, död 31 augusti 1836 i Köpenhamn, var en svensk friherre och militär.

## Biografi
Posse var son till majoren Carl Åke Posse och dennes hustru Beata Christina Hierta. Han blev löjtnant vid Västmanlands regemente 1801. Han deltog under det pommerska kriget 1807, och därefter det finska kriget. Vid det senare deltog han i slaget vid Oravais samt slaget vid Sävar och träffningen vid Ratan. Han befordrades till kapten och regementskvartermästare 1808. Han blev major vid Skaraborgs regemente 1813 och deltog därefter både i sjätte koalitionskriget och fälttåget mot Norge. Han blev överstelöjtnant vid regementet 1814, samt dess överste och chef 1816. Det var en roll han övertog från sin bror Carl Henric Posse. Slutligen blev han utnämnd till generaladjutant vid generalstaben 1822.

## Utmärkelser[3]
- Riddare av Svärdsorden: 1809, troligen given för tapperhet i Finska kriget
- Kommendör av Svärdsorden: 1829